# Пираты Карибского моря: На краю света
«Пира́ты Кари́бского мо́ря: На краю́ све́та» (англ. Pirates of the Caribbean: At World's End) — американский эпический фэнтезийный фильм 2007 года, снятый Гором Вербински, спродюсированный Джерри Брукхаймером и написанный командой сценаристов Теда Эллиотта и Терри Россио. Прямое продолжение фильма «Пираты Карибского моря: Сундук мертвеца» (2006), это третья часть в серии фильмов "Пираты Карибского моря". События разворачиваются через несколько месяцев после Сундука мертвеца. История начинается о срочном поиске и спасении капитана Джека Воробья, запертого на крае света, и созыву Братского суда в войне против Ост-Индской торговой компании. В непростом союзе Уилл Тернер, Элизабет Суонн, Гектор Барбосса и команда «Черной жемчужины» спасают Джека и готовятся к битве с лордом Катлером Беккетом, который управляет Дэви Джонсом и «Летучим голландцем».
Два продолжения «Пиратов Карибского моря: Проклятие Черной жемчужины» были задуманы в 2004 году, когда Эллиотт и Россио разработали сюжетную линию, которая охватила бы оба фильма. Фильм был снят в два этапа в 2005 и 2006 годах, первый из которых был выпущен как «Сундук мертвеца». Это также последний фильм серии, снятый Вербински. С производственным бюджетом почти в 300 миллионов долларов США, на момент производства это был самый дорогой фильм из когда-либо созданных.
Buena Vista Pictures Distribution выпустила третий фильм в США 18 мая 2007 года. Он получил смешанные отзывы критиков, но стал самым кассовым фильмом 2007 года, собрав более 963 миллионов долларов. Он был номинирован на 80-й церемонии вручения премии «Оскар» за лучший грим и лучшие визуальные эффекты, а также получил награду «Любимый киноактер» за Джонни Деппа.
В 2011 году вышел отдельный сиквел «На странных берегах». В 2017 году вышел прямой сиквел «На краю света» — «Мертвецы не рассказывают сказки».

## Сюжет
Спустя один год после событий второго фильма, лорд Катлер Беккет казнит всех, кто связан с пиратством в Порт-Ройале, и приказывает Дейви Джонсу уничтожать все пиратские корабли. Осужденные заключенные поют особую песню, чтобы заставить девять пиратских баронов со всего мира собраться в Бухте погибших кораблей, чтобы провести Совет Братства и устранить угрозу, которую представляет Беккет. Поскольку один из баронов, Джек Воробей, так и не назвал преемника до того, как его затащили в тайник Дейви Джонса, Гектор Барбосса, Уилл Тернер, Элизабет Суонн, Тиа Дальма и выжившая команда «Черной жемчужины» решили спасти его. В Сингапуре команда знакомится с лордом пиратов Сяо Фэнем, у которого есть навигационные карты, и на них нападает Ост-Индская торговая компания. Во время битвы Уилл тайно обещает отдать Джека Фэню в обмен на «Жемчужину», намереваясь использовать её для спасения своего отца с «Летучего голландца».
Команда переправляется в Тайник, спасает Джека и возвращает «Жемчужину». Во время плавания они встречают лодки с мертвыми душами, в том числе с отцом Элизабет, губернатором Суонном, казненным Беккетом. Богиня Калипсо поручила Дейви Джонсу направлять души тех, кто погиб в море, в загробный мир; каждые десять лет он мог выходить на берег, чтобы быть с любимой женщиной, но когда его возлюбленная не прибыла на встречу с ним, Джонс изменил своему замыслу и был проклят, став чудовищем. Тот, кто убьет Джонса, пронзив его сердце, сам должен будет стать новым капитаном «Голландца».
Вернувшись в мир живых, «Жемчужина» останавливается на острове, чтобы запастись пресной водой, но на экипаж нападают люди Сяо Фэня и Беккета. Пока Джек тайно договаривается с Беккетом о своей свободе, Элизабет передают Фэню, который верит, что она — Калипсо, в то время как остальная команда отправляется в Бухту погибших кораблей на борту «Жемчужины». Джек выбрасывает Уилла с корабля в рамках плана по захвату контроля над «Голландцем». Сяо Фэнь рассказывает Элизабет, что первый Совет Братства сковал Калипсо в человеческом обличье после того, как её возлюбленный, Дейви Джонс, предал её; Фэнь планирует освободить её, чтобы победить Беккета. Во время нападения Джонса Фэнь получает ранение и перед смертью назначает Элизабет своей преемницей на посту капитана и пиратского барона. Элизабет и команда оказываются запертыми в карцере «Голландца», где обнаруживается, что Прихлоп Билл из-за проклятия «Голландца» теряет рассудок. Адмирал Джеймс Норрингтон освобождает Элизабет и её команду с «Голландца», но погибает от рук Прихлопа Билла.
Беккет спасает Уилла и сообщает Джонсу о побеге Джека из Тайника, попутно узнавая, что Джонс позволил первому совету заключить Калипсо, которой, как выяснилось, является Тиа Дальма. «Жемчужина» прибывает в Бухту погибших кораблей, где Барбосса пытается убедить Совет Братства освободить Калипсо, в то время как Элизабет требует, чтобы они дали отпор Беккету. Хранитель Пиратского Кодекса, капитан Эдвард Тиг, отец Джека Воробья, сообщает Совету, что войну может объявить только избранный баронами король пиратов. Чтобы избежать традиционной для анархистского общества пиратов тупиковой ситуации, когда каждый барон голосует только за себя и король не избирается, Джек голосует за Элизабет, и по большинству в 1 голос она становится первой в истории королевой пиратов. Элизабет, Джек, Барбосса, Беккет, Джонс и Уилл вступают в переговоры, обменивая Уилла на Джека. Барбосса освобождает Калипсо, но когда Уилл раскрывает ей предательство Джонса, Калипсо исчезает и вызывает гигантский водоворот, отказываясь помогать обеим сторонам.
«Жемчужина» и «Голландец» сражаются в водовороте. Во время битвы Барбосса по праву капитана корабля поженил Элизабет и Уилла. На «Голландце» Джек и Джонс сражаются за сердце последнего. После того, как Джонс смертельно ранит Уилла, Джек помогает Уиллу нанести обломком шпаги удар в сердце Джонса, убивая его. Джек и Элизабет спасаются с «Голландца», который тонет в водовороте. Когда корабль Беккета «Решительный» вступает в бой с «Жемчужиной», из моря поднимается «Голландец», капитаном которого теперь является Уилл, а его команда освобождена от проклятия Джонса. Два пиратских корабля уничтожают «Решительный», убивая Беккета, в то время как его армада отступает, потеряв волю к сражению. Поскольку Уиллу суждено вести души, заблудившиеся в море, в загробный мир, он и Элизабет прощаются друг с другом. Уилл отбывает на «Голландце», оставляя Элизабет беременной и с его сердцем в сундуке. Барбосса снова крадет «Жемчужину», чтобы найти Источник вечной молодости, но обнаруживает, что Джек украл карту. Джек отправляется с Тортуги на маленькой лодке, чтобы разыскать источник.
В сцене после титров, десять лет спустя, Элизабет и её сын наблюдают, как Уилл возвращается к ним на борту «Голландца».

## В ролях
| Актёр             | Роль                 |
| ----------------- | -------------------- |
| Джонни Депп       | капитан Джек Воробей |
| Джеффри Раш       | Гектор Барбосса      |
| Орландо Блум      | Уилл Тернер          |
| Кира Найтли       | Элизабет Суонн       |
| Билл Найи         | Дейви Джонс          |
| Том Холландер     | лорд Катлер Беккет   |
| Наоми Харрис      | Тиа Дальма / Калипсо |
| Джек Дэвенпорт    | Джеймс Норрингтон    |
| Чоу Юньфат        | Сяо Фэнь             |
| Стеллан Скарсгард | Прихлоп Билл Тернер  |
| Кевин Макнелли    | Джошами Гиббс        |
| Джонатан Прайс    | губернатор Суонн     |
| Ли Аренберг       | Пинтел               |
| Маккензи Крук     | Раджетти             |
| Дэвид Шофилд      | Мерсер               |
| Дэвид Бэйли       | Коттон               |

| Актёр                        | Роль                                   |
| ---------------------------- | -------------------------------------- |
| Кит Ричардс                  | капитан Эдвард Тиг, отец Джека Воробья |
| Мартин Клебба                | Марти                                  |
| Марчел Юреш                  | капитан Шеваль                         |
| Гассан Массуд                | капитан Аман Корсар                    |
| Хаким Кае-Казим              | капитан Жокар                          |
| Маршалл Манеш                | капитан Сумбаджи Ангрия                |
| Такаё Фишер                  | госпожа Цзинь                          |
| Серджо Калдерон              | капитан Вильянуэва                     |
| Омид Джалили                 | Аскай                                  |
| Дермот Кини                  | Маккус, старпом Летучего Голландца     |
| Клайв Эшборн                 | Коленико, штурман Летучего Голландца   |
| Уинстон Эллис                | Палифицио, матрос Летучего Голландца   |
| Реджи Ли                     | Тай Хуанг                              |
| Питер Дональд Бадаламенти II | Пенрод, старпом Летучего Голландца     |
| Мишель Ли                    | Лянь                                   |
| Нед Вертимер                 | пират                                  |
| Марк Хилдрет                 | глашатай                               |
| Жан-Бенуа Кларк              | клерк                                  |

## Номинации и награды
Премия Оскар
- Лучшие визуальные эффекты
- Лучший грим

MTV Movie awards
- Лучший фильм года
- Лучшая актриса (Кира Найтли)
- Лучшая комедийная роль (Джонни Депп/Капитан Джек Воробей)